# Lohnau
Lohnau, polnisch Łany ist ein Ort in der Landgemeinde Czissek (Cisek) im Powiat Kędzierzyńsko-Kozielski der Woiwodschaft Opole in Polen.

## Geographie
Das Straßendorf Lohnau liegt rund 55 Kilometer südöstlich von Opole und 14 Kilometer südlich von Kędzierzyn-Koźle am Dzielnitzer Wasser.

## Geschichte
Die erste urkundliche Erwähnung Lohnaus stammt aus einem Dokument vom 23. Dezember 1295 in der Form VON LAN. Eine Kirche ist seit 1367 nachgewiesen, 1418 ist von einer Pfarrkirche die Rede. Felix Triest beschreibt sie 1861 als eine der ältesten in Schlesien, da sie schon in Verzeichnissen des 11. Jahrhunderts erwähnt worden sei. Auch nach einem Brand im Jahre 1684 wurde die Kirche hölzern wiederaufgebaut, bis sie schließlich 1783/84 unter dem Pfarrer Emanuel von Schimonsky, der später Breslauer Bischof wurde, durch einen Steinbau ersetzt wurde. Die Pfarrei Lohnau umfasste viele Dörfer der Umgebung, die fast zur Gänze katholisch war, und bildete ein Archipresbyterat. Ursprünglich gehörte der Ort dem Kloster Himmelwitz. Im 19. Jahrhundert verfügte Lohnau über eine Ziegelei, zwei Wassermühlen, eine Bock- und eine Holländerwindmühle.
Von 1903 bis 1905 wurde die heutige, neobarocke St.-Bartholomäus-Kirche erbaut und 1906 geweiht.

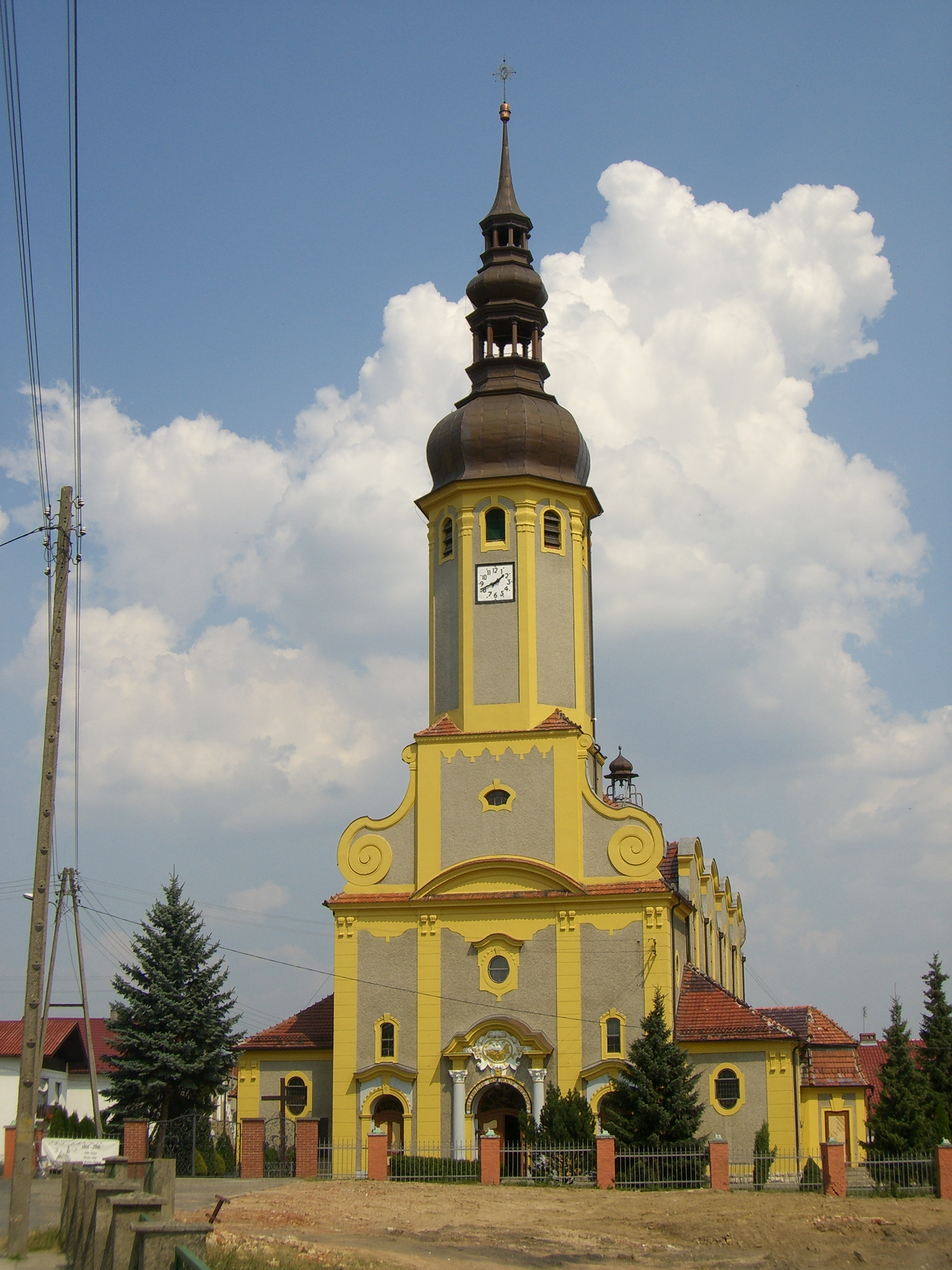
St.-Bartholomäus-Kirche

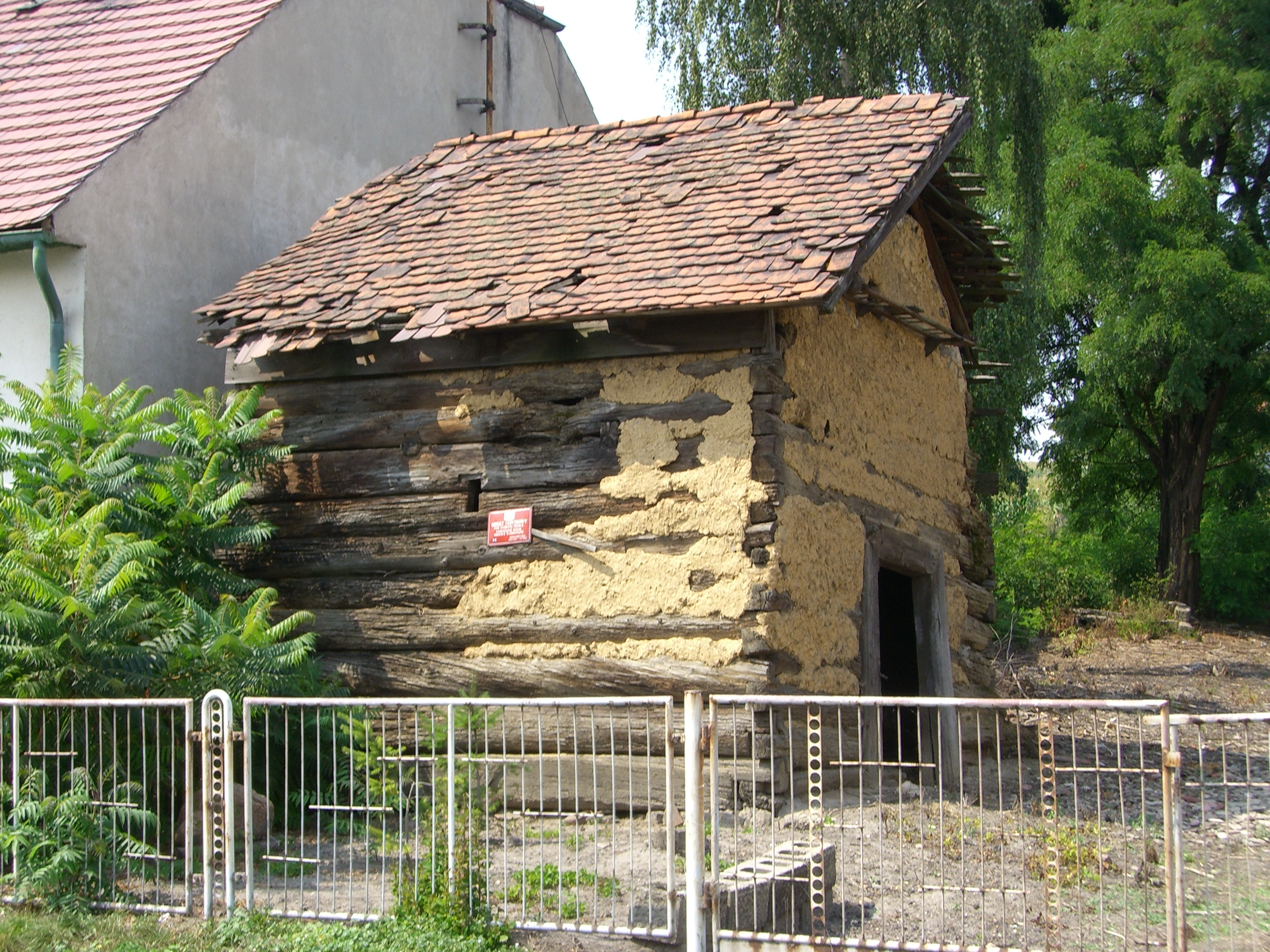
Historischer Speicher in Blockbauweise aus dem Jahr 1835

Bei der Volksabstimmung in Oberschlesien am 20. März 1921, die in der Gegend von bürgerkriegsähnlichen Zuständen begleitet wurde, stimmten in Dorf und Gut Lohnau 561 Personen für einen Verbleib bei Deutschland und 210 für Polen. Lohnau verblieb wie der gesamte Stimmkreis Cosel beim Deutschen Reich.
1945 kam der bisher deutsche Ort unter polnische Verwaltung, wurde in Łany umbenannt und der Woiwodschaft Schlesien angeschlossen. 1950 wurde Lohnau Teil der Woiwodschaft Oppeln und 1999 des wiedergegründeten Powiat Kędzierzyńsko-Kozielski. Am 11. Oktober 2007 erhielt der Ort zusätzlich den amtlichen deutschen Ortsnamen Lohnau, im September 2008 wurden zweisprachige Ortsschilder aufgestellt.

### Einwohnerentwicklung
Die Einwohnerzahlen Lohnaus (inkl. Gutsbezirk):
| Jahr | Einwohner |
| ---- | --------- |
| 1830 | 533       |
| 1844 | 800       |
| 1855 | 712       |
| 1861 | 847       |

| Jahr | Einwohner |
| ---- | --------- |
| 1900 | 1222      |
| 1933 | 1212      |
| 1939 | 1275      |

## Söhne des Ortes
- Johannes von Reibnitz (1882–1939), Politiker (NSDAP)
- Peter Klimanek (1935–2010), Physiker